# Allyson Duncan
Allyson Kay Duncan (Durham, Carolina del Norte , 5 de septiembre de 1951) es una ex juez federal de los Estados Unidos. Fue la primera jueza afroestadounidense del Cuarto circuito.

## Jueza federal
Duncan fue nominada el 28 de abril de 2003 por el presidente George W. Bush para cubrir una vacante producida en el Cuarto circuito por el juez Samuel J. Ervin III, quien falleció el 18 de septiembre de 1999. Duncan, republicana, recibió el apoyo de los senadores Elizabeth Dole y John Edwards.  Bill Clinton había nominado anteriormente a la profesora S. Elizabeth Gibson para el puesto, pero no se resolvió de manera definitiva. El Senado de los Estados Unidos confirmó a Duncan por 93 votos a favor y 0 en contra el 17 de julio de 2003.  Fue la tercera jueza nominada para el Cuarto circuito por Bush y confirmada por el Senado. Recibió su encargo el 15 de agosto de 2003. 